# Горња Буковица (Маглај)
Горња Буковица је насељено мјесто у општини Маглај, Босна и Херцеговина.

## Становништво
|             | 2013.      | 1991.       | 1981.        | 1971.        |
| Укупно      | 0 (0,000%) | 93 (100,0%) | 148 (100,0%) | 198 (100,0%) |
| Срби        | –          | 93 (100,0%) | 146 (98,65%) | 196 (98,99%) |
| Југословени | –          | –           | 1 (0,676%)   | –            |
| Остали      | –          | –           | 1 (0,676%)   | 2 (1,010%)   |